# 八里二交流道
八里二交流道為臺灣台61線、台64線的交流道，位於臺灣新北市八里區，由多個匝道分階段通車組成。原為台61甲線（已解編）及台64線之臺北港端。
|           | 4A 八里二 | 臺北港   | 臺北港    |
| 4B 八里二 | 快速公路  | 快速公路 |           |
|           | 0 八里二  |          | 林口 八里 |
| 臺北港    | 0 八里二  |          |           |

## 外部連結
- 台61線八里二交流道、八里三交流道示意圖 （页面存档备份，存于）（交通部公路總局）
- 台64線八里二交流道、八里交流道示意圖 （页面存档备份，存于）（交通部公路總局）